# Метеорит Мораско

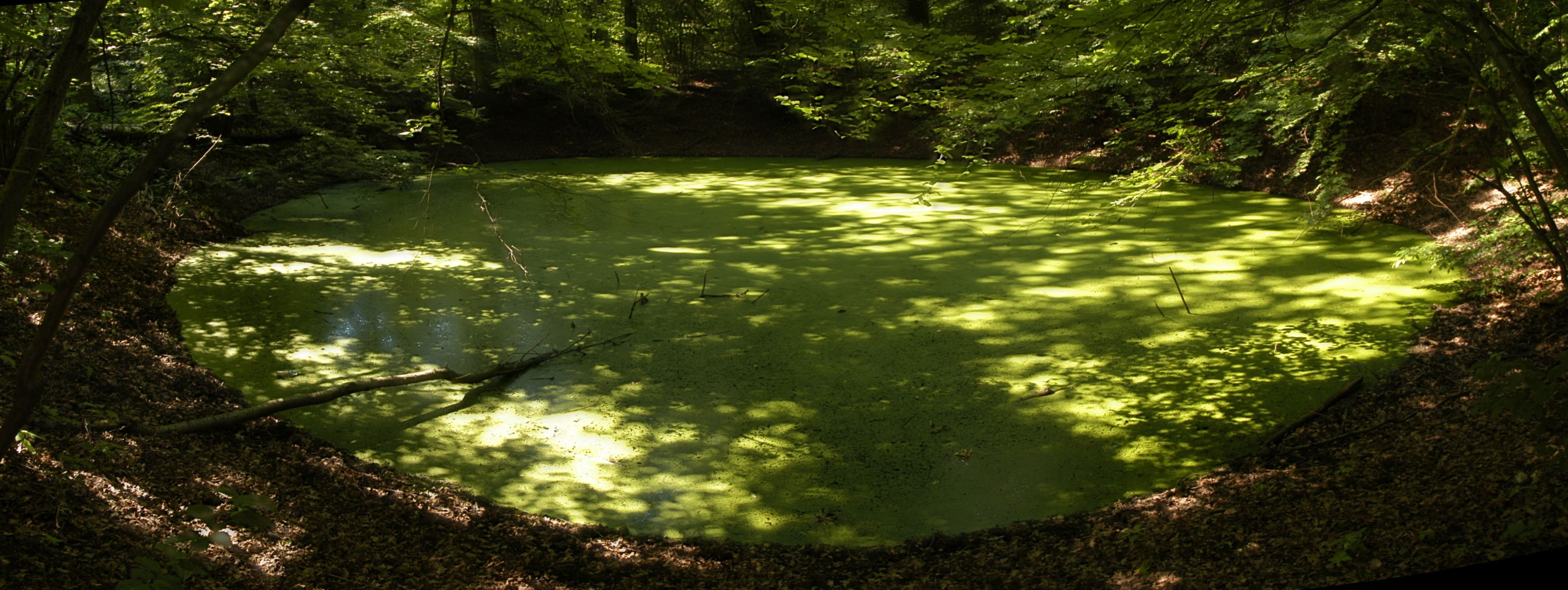
Кратер, наполненный водой

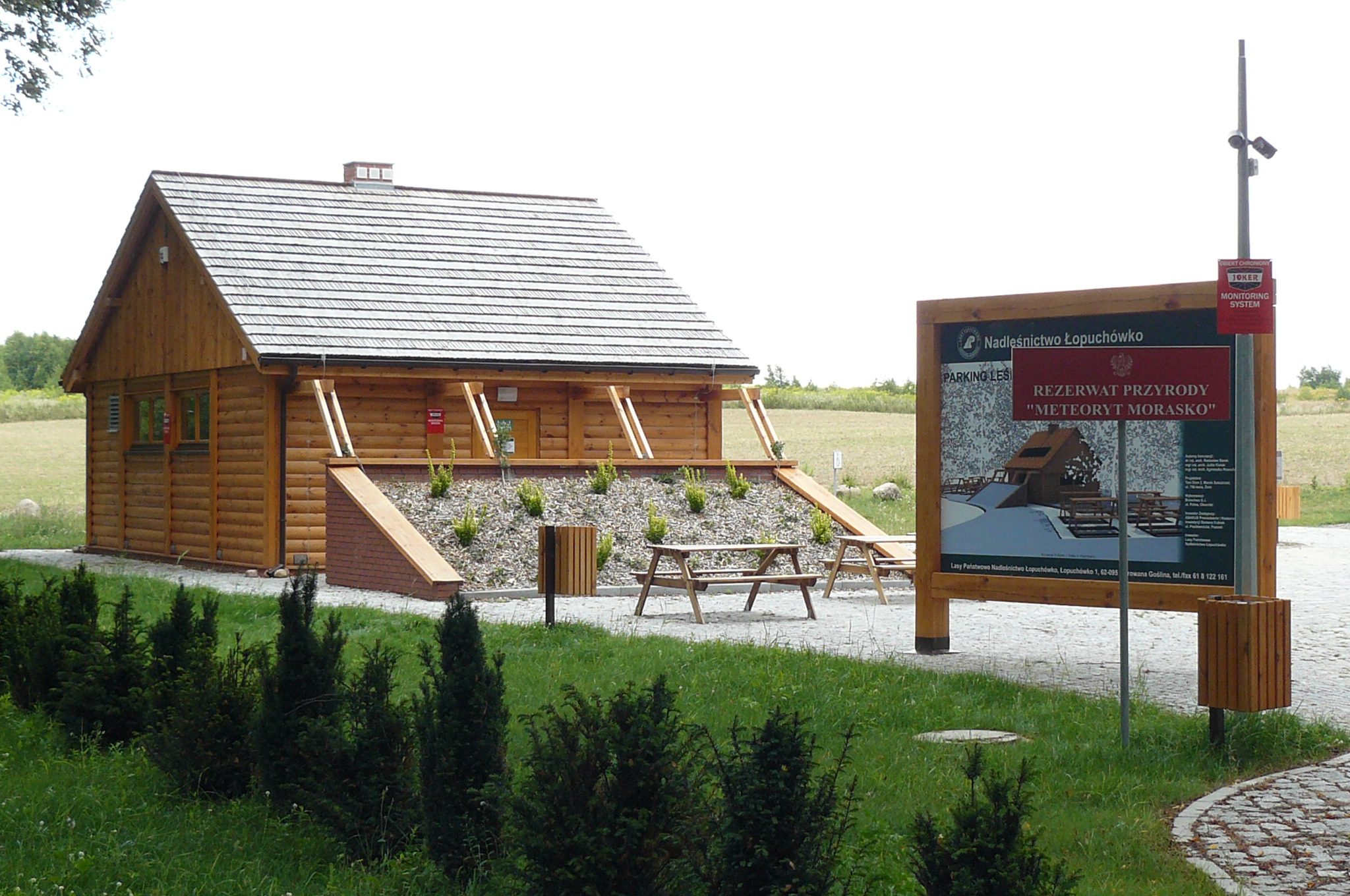

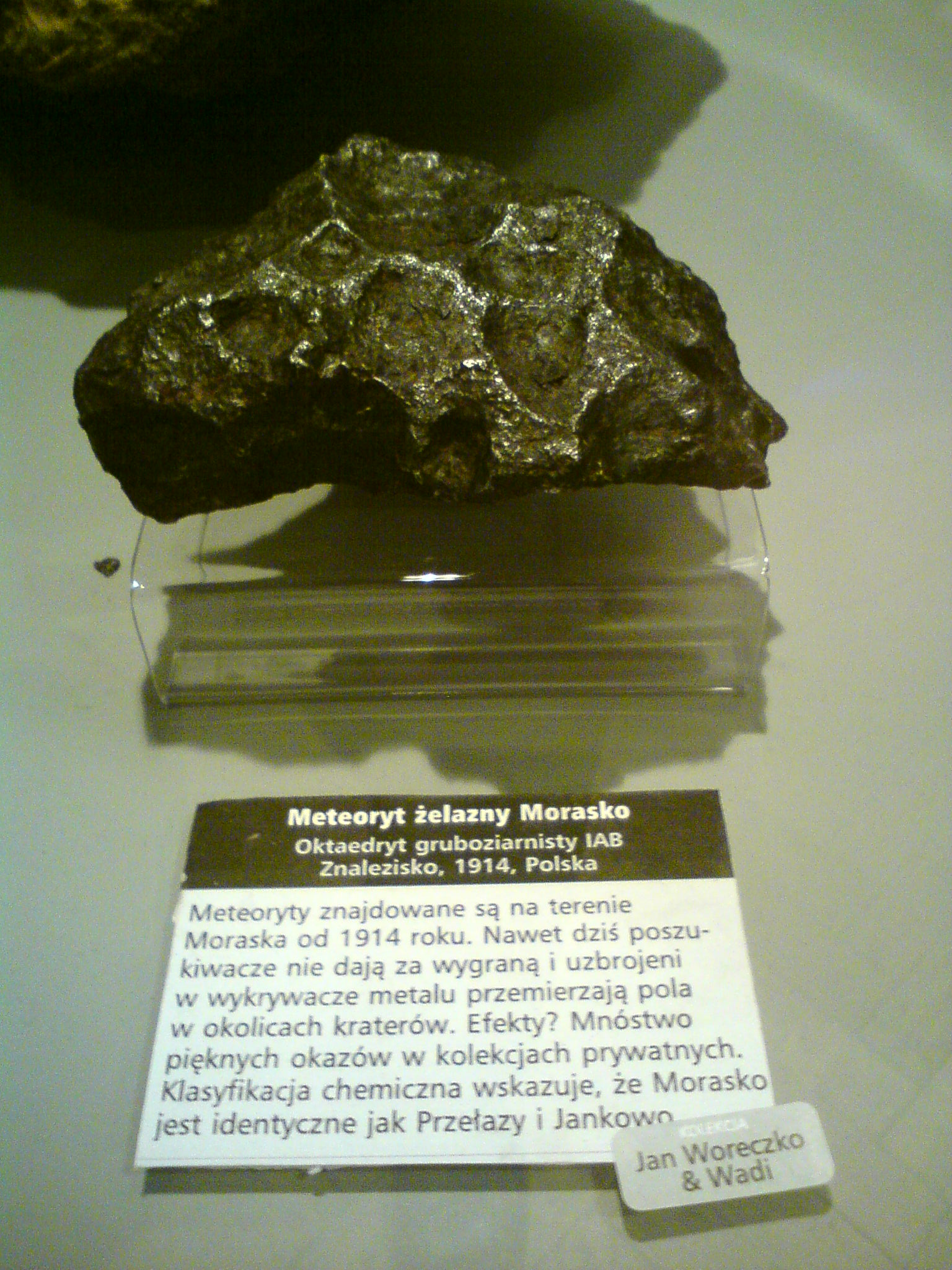
Метеорит, найденный в 1914 году на территории Мораско

Заповедник «Метеорит Мораско» (пол. Rezerwat Przyrody Meteoryt Morasko) — природный заповедник, созданный 24 мая 1976 года, находится в северной части города Познань (Польша), в административном районе Мораско. На территории заповедника находится несколько кратеров, которые образовались в результате удара о землю осколков большого железного метеорита (так называемого сидерита), вероятно, принадлежащих к метеорному потоку Персеид, с которым Земля встречается в середине августа каждого года. Заповедник занимает площадь 54,28 га.

## Описание
Кратеры Мораско являются одним из крупнейших комплексов такого типа на Земле, как по размеру, так и по количеству. Самый большой из семи кратеров имеет диаметр около 60 м и глубину до 11,5 м. Лесной массив заповедника является памятником природы. Большинство кратеров расположено в типичных для Великой Польши дубовых и грабовых лесах.
Заповедником руководит региональный директор по охране окружающей среды в Познани.

## Природа
На территории заповедника растёт множество редких видов растений:
- Лилия кудреватая
- Копытень европейский
- Роголистник полупогружённый

А также обитают редкие птицы:
- Обыкновенный козодой
- Желна

В небольших озёрах, сформировавшихся в кратерах обитают:
- Краснобрюхая жерлянка
- Обыкновенная чесночница
- Прудовая лягушка
- Съедобная лягушка
- Остромордая лягушка

## Кратеры и метеориты
Первый метеорит был найден в 1914 году, немецким солдатом при строительстве военных укреплений на территории Мораско. В 1976 году, на основании геоморфологических и геологических исследований, проведённых в рамках программы «Интеркосмос», было принято решение создать заповедник.
В октябре 2012 года на глубине 2,1 м, был обнаружен метеорит, который после очистки весил 271 кг (в момент обнаружения весил 315 кг); он был передан в Институт геологии Университета Адама Мицкевича. На сегодняшний день это самый большой метеорит, найденный в Польше.
Сотрудники Астрономической обсерватории в сотрудничестве с Польским обществом охраны природы «Саламанда» подготовили дидактическую тропу в заповеднике «Метеорит Мораско». Вдоль комплекса кратеров, были установлены таблицы с информацией о каждом кратере и метеорите.